# Карманов, Дмитрий Евгеньевич
Дмитрий Евгеньевич Карманов (род. 27 июля 1968) — российский физик, специалист в области разработки, изготовления и тестирования кремниевых детекторов для экспериментов по физике высоких энергий и физике космических лучей.
Родился 27 июля 1968 года.
Окончил физический факультет МГУ в 1992 г. и с этого времени работает в лаборатории калориметрических детекторов Отдела физики высоких энергий НИИЯФ МГУ.
Участвовал в создании матрицы кремниевых детекторов для адрон-электроного сепаратора эксперимента ZEUS (DESY, Германия), в создании кремниевого вершинного детектора для эксперимента D0 (DNAL, США) и ряде других экспериментов, использующих кремниевые детекторы (СВД-2, ATLAS, ATIC).
Кандидатская диссертация: Разработка и создание передней части трекера эксперимента D0 (FNAL) : диссертация … кандидата физико-математических наук : 01.04.23 / Карманов Дмитрий Евгеньевич; [Место защиты: Моск. гос. ун-т им. М. В. Ломоносова]. — Москва, 2008. — 155 с. : ил.
Старший научный сотрудник, кандидат физико-математических наук.
Научный вклад: 434 статьи, 34 доклада на конференциях, 2 тезисов докладов, 18 НИР, 3 свидетельства о регистрации прав на ПО, 10 научных отчётов. Индекс Хирша — 45 (2017).
Список публикаций: https://istina.msu.ru/profile/karmanov/ Архивная копия от 13 октября 2018 на Wayback Machine